# Gertrude Dengg
Gertrude Dengg, auch Gertraud, verheiratete Hann (* 28. Juli 1885 in Wien; † 8. April 1953 in St. Pölten) war eine österreichische Bildhauerin und Keramikerin.

## Leben
Gertrude Dengg war eine Tochter des in Wien tätigen Rechtsanwalts Karl Dengg (1842–1909) und der Marie Dengg geb. Jäger von Jaxthal (1851–1929). Der Vater ihrer Mutter war der Augenarzt Eduard Jäger von Jaxtthal und dessen Schwester die Aquarellmalerin Auguste Jaeger.
Dengg besuchte von 1904 bis 1910 die Kunstgewerbeschule in Wien. Dort gehörte unter anderem der Bildhauer Franz Metzner zu ihren Lehrern. Außerdem war sie eine Schülerin von Stefan Schwartz, Michael Powolny und Franz Barwig dem Älteren. Von 1908 bis 1915 fertigte Dengg Entwürfe für die Wiener Kunstkeramische Werkstätte (WKKW).
Während ihres Studiums beteiligte Dengg sich an Ausstellungen der Kunstgewerbeschule. Bei der Kunstschau Wien 1908 präsentierte sie Keramikarbeiten. Die „Ausstellung österreichischer Kunstgewerbe“ im k. k. Österreichischen Museum für Kunst und Industrie in Wien beschickte sie 1910 mit acht von der WKKW ausgeführten Keramiken, drei Kinderporträts aus Bronze sowie einem Porträt ihres Vaters in Form einer Bronzebüste auf Steinsockel. Im Jahr darauf zeigte sie dort bronzene Tierfiguren. Auch an der Frühjahrsausstellung österreichischer Kunstgewerbe 1912 nahm sie mit fünf ihrer Keramiken teil.
Gertrude Dengg heiratete 1915 den Juristen Alfred Hann und zog mit ihm nach St. Pölten, wo er später Kreisgerichtspräsident wurde. Nach der Hochzeit nahm ihre künstlerische Aktivität ab. Sie starb 1953 im Alter von 67 Jahren in St. Pölten und hinterließ eine Tochter.

## Werk

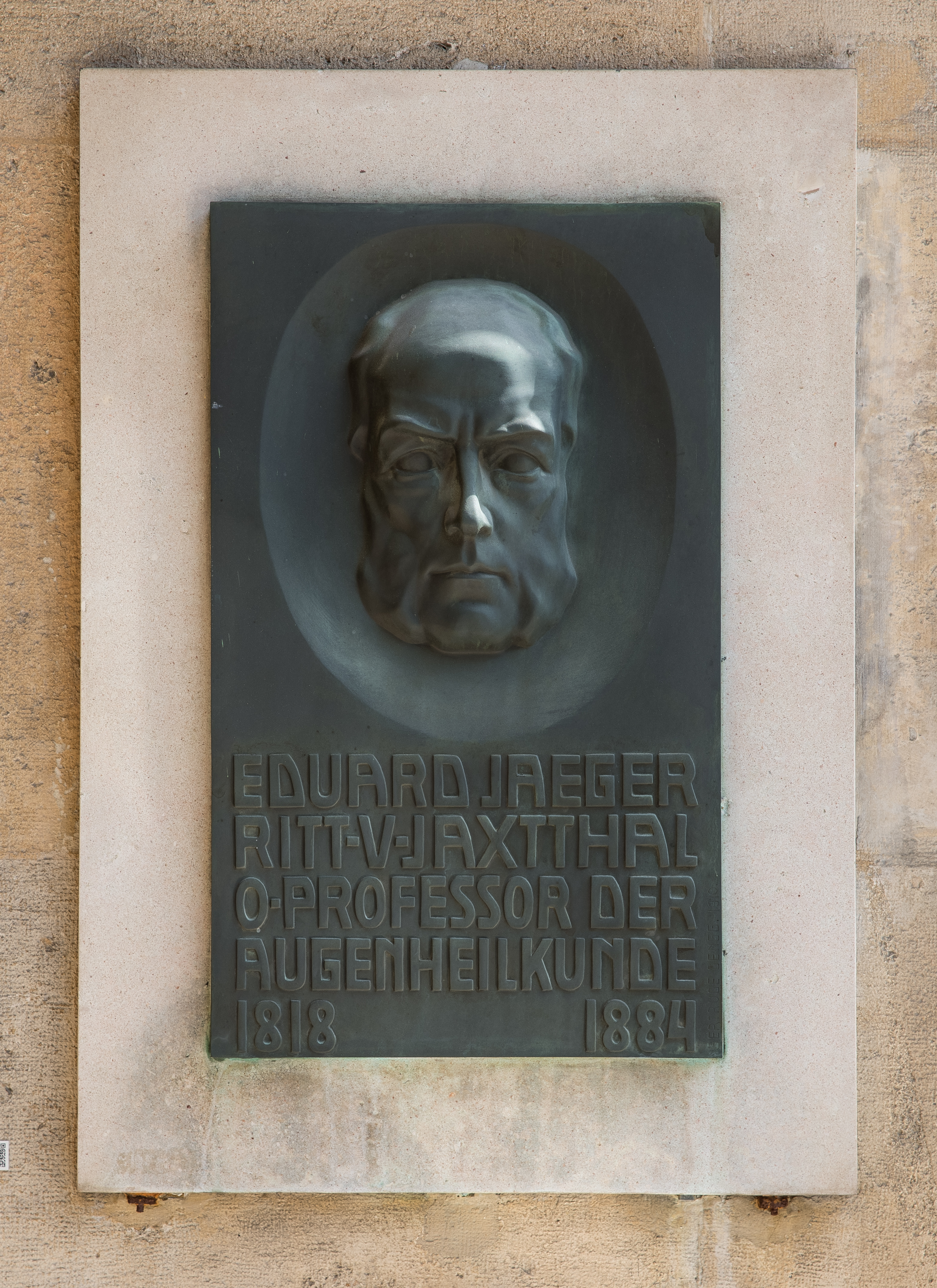
1910 enthülltes Denkmal für Gertrude Denggs Großvater, Eduard Jäger von Jaxtthal, Arkadenhof der Universität Wien

Gertrude Dengg schuf Porträt-, Kinder- und Tierplastiken in Bronze und Keramik. Hervorzuheben sind ihre Reliefdenkmäler. Neben Kleinkeramik schuf sie auch ein großes keramisches Schachspiel. Sie signierte ihre Arbeiten häufig mit „G. Dengg“.
Das Frühwerk von Dengg zeigt Einflüsse der Secession. Später tendieren ihre Arbeiten zu Art déco und Geometrisierung, weisen jedoch weiterhin auch realistische Elemente auf.
Werke bzw. Fotografien einiger Werke von Gertrude Dengg befinden sich in der Sammlung des Wiener Museums für angewandte Kunst (MAK).
Porträtreliefs und Büsten (Auswahl)
- Denkmal für Professor Eduard Jäger von Jaxtthal, Bronzerelief, 1910, Arkadenhof der Universität Wien
- Porträt des Vaters der Künstlerin Karl Dengg, Bronzebüste auf Steinsockel, Ausstellung österreichischer Kunstgewerbe 1910/1911
- Porträt Dr. M. von Müllner, Relief, um 1918/1920, Landesgericht, St. Pölten
- Denkmal für Professor Julius von Hann, Bronzerelief, 1931, Zentralanstalt für Meteorologie, Wien
- Relief des Vaters der Künstlerin Karl Dengg, Penzinger Friedhof, Wien[6][7]
- Relief des Dichters Franz Keim, Haus Klostergasse 35 (Parkpromenade 20), St. Pölten
- Relief des Bürgermeisters Wilhelm Voelkl, Linzerstraße/Riemerplatz, St. Pölten

Tierplastiken (Auswahl)
- Keramik-Modell Hase, Ausstellung der Kunstgewerbeschule 1906, Fotografie in der Sammlung MAK
- Büffel-Plastik aus Fayence, Ausstellung der Kunstgewerbeschule 1908, Fotografie in der Sammlung MAK
- Bulldogge, Keramik, Ausführung durch Wiener Kunstkeramische Werkstätte (WKKW), Wien, 1909 bis 1910, 25 cm × 30,2 cm, Sammlung MAK (Ankauf 1911)[8]
- Foxterrier, Liegender Bulldogg, Sitzender Bullogg und Junger Hund, Keramik, WKKW, Ausstellung österreichischer Kunstgewerbe 1910/1911
- Hirsch und Liegender Dackel, Bronze, Ausstellung österreichischer Kunstgewerbe 1911/1912
- Sitzender Jagdhund, Ausstellung österreichischer Kunstgewerbe 1911/1912
- Gruppe junger Löwen, Steinzeug, WKKW, Frühjahrsausstellung österreichischer Kunstgewerbe 1912
- Pudel, Fayence, WKKW, Frühjahrsausstellung österreichischer Kunstgewerbe 1912

Weitere Werke (Auswahl)
- Kind auf Blumenhügel, Aufsatz mit vier Kindern, Blumenjardinière mit Kinderfries und Männlicher Akt, Keramik, WKKW, Ausstellung österreichischer Kunstgewerbe 1910/1911
- Bonbonniere, Porzellan, Wiener Keramik, Ausstellung österreichischer Kunstgewerbe 1910/1911
- Schachspiel, Nibelungen und Hunnen, Fayence, WKKW, Frühjahrsausstellung österreichischer Kunstgewerbe 1912
- Modedame, Fayence, WKKW, Frühjahrsausstellung österreichischer Kunstgewerbe 1912
- Fruchtaufsatz mit Eichkätzchen, Roter Ton, WKKW, Frühjahrsausstellung österreichischer Kunstgewerbe 1912